# Anne Coesens
Anne Coesens (Bruxelles, 1966) è un'attrice belga.

## Biografia
Frequenta il Conservatorio Reale di Bruxelles e si trasferisce in seguito a Parigi per iscriversi al Conservatoire national supérieur d'art dramatique. Nella capitale francese debutta come attrice teatrale, e verso la fine degli anni novanta si affaccia al cinema. Nasce quindi il sodalizio col regista Olivier Masset-Depasse col quale collabora in diverse sue opere cinematografiche.

## Filmografia
- La mia vita in rosa (Ma vie en Rose), regia di Alain Berliner (1997)
- Il segreto (Le Secret), regia di Virginie Wagon (2000)
- Élève Libre - Lezioni private (Élève Libre), regia di Joachim Lafosse (2008)
- Diamond 13 (Diamant 13), regia di Gilles Béhat (2009)
- Illégal, regia di Olivier Masset-Depasse (2010)
- Sarà il mio tipo? (Pas son genre), regia di Lucas Belvaux (2014)
- All Cats Are Grey (Tous les chats sont gris), regia di Savina Dellicour (2014)
- Avril et le Monde truqué, regia di Christian Desmares e Franck Ekinci (voce) (2015)
- La Taularde, regia di Audrey Estrougo (2016)
- Tueurs, regia di Jean-François Hensgens e François Troukens (2017)
- Doppio sospetto (Duelles), regia di Olivier Masset-Depasse (2018)
- Gli ultimi fuorilegge (Never Grow Old), regia di Ivan Kavanagh (2019)
- Addio, signor Haffmann (Adieu Monsieur Haffmann), regia di Fred Cavayé (2021)

## Premi e riconoscimenti
- Premio Magritte

2011 - Migliore attrice per Illégal
2015 - Candidata a migliore attrice non protagonista per Sarà il mio tipo?
2016 - Migliore attrice non protagonista per All Cats Are Grey
2017 - Candidata a migliore attrice non protagonista per La Taularde
2020 - Candidata a Migliore attrice per Doppio sospetto